# Erwan Debrouver
Pour les articles homonymes, voir Debrouver.
Erwan Debrouver est un joueur français de rink hockey né le 29 août 1993.

## Parcours
Erwan Debrouver fait partie de l'équipe de France des -17 ans qui décroche la médaille de bronze aux championnat d'Europe de 2009.
À l'entame de la saison 2019-20, il est capitaine de son équipe qui est à la seconde place du championnat. Il occupe la place de meilleur buteur du championnat de France en marquant lors des premiers matchs de la saison près de la moitié des buts de son équipes.
Erwan Debrouver décide de mettre fin à sa carrière en juin 2023.

## Statistiques
| Saison | 2015-2016    | 2016-2017    | 2017-2018    | 2018-2019    | 2019-2020    |
| ------ | ------------ | ------------ | ------------ | ------------ | ------------ |
| Club   | La Vendéenne | La Vendéenne | La Vendéenne | La Vendéenne | La Vendéenne |
| Buts   | 10           | 7            | 14           | 30           | 32           |

## Palmarès
Il est sacré champion de France de Nationale 1 en 2017.

### Liens Externes
- Fiche joueur